# Henc van Maarseveen
Henricus Theodorus Johannes Franciscus (Henc) van Maarseveen (Utrecht, 20 december 1926 - Gouda, 20 november 2012) was graficus en gewoon hoogleraar in de rechtsgeleerdheid, met inbegrip van het staats- en bestuursrecht, aan de Nederlandse Economische Hogeschool te Rotterdam, vanaf 1973 de Erasmus Universiteit Rotterdam (EUR).

## Leven en werk
Van Maarseveen was een zoon van minister Johannes Henricus van Maarseveen. Hij is getrouwd geweest met Josche Roverts, kunstschilderes, met wie hij een dochter kreeg. Zijn tweede vrouw was Caroline Lindo, tot 2011 secretaris van het Nederlands Juristenblad (NJB).

### Graficus

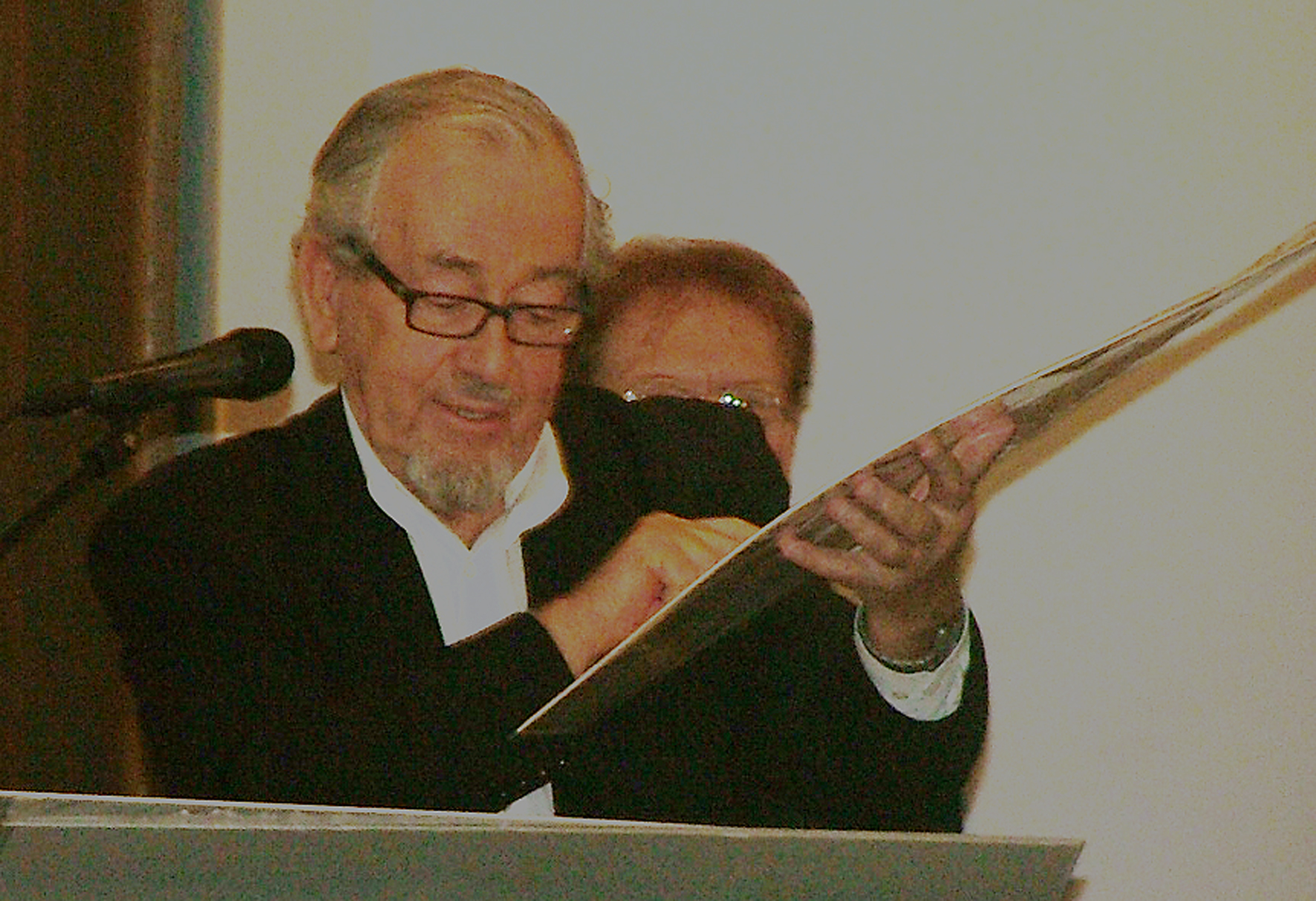

Henc van Maarseveen studeerde aan de Academie Artibus in Utrecht. Hij was de ontdekker van schuifdrukken. De graficus stuurt daarbij het proces, maar heeft weinig invloed op wat er gebeurt en daarmee op het eindresultaat. Van Maarseveen richtte in 1960, samen met zijn collega’s Dirkje Kuik en J.H. Moesman, het Utrechtse "Grafisch Gezelschap De Luis" op. Zij wilden 'de luis in de pels' van de moderne kunst zijn. Dat heeft hem zijn leven lang gemotiveerd.
Hij heeft gewerkt in Utrecht, Parijs en na zijn emeritaat in Gouda. In 1993 was hij medeoprichter van de Vereniging van Originele Grafiek (tegenwoordig Grafiekplatform VOG), waarvan hij tot het jaar 2000 voorzitter was. Tevens was hij lid van de Grafiek Coalitie Gouda, die sinds 2002 bestaat.
Van Maarseveen exposeerde onder meer in Rotterdam, Parijs, Utrecht, Amsterdam, Laren, Eelde, Leiden en Museum Gouda.

### Jurist
- 1952 - 1954 Wetenschappelijk medewerker aan de Rijksuniversiteit Utrecht
- 1954 - 1957 Advocaat
- 1957 - 1968 Ambtenaar aan het ministerie van Binnenlandse Zaken, vanaf 1963 bij de afdeling Grondwetszaken. Per 12-7-1968 werd Van Maarseveen vanwege zijn hoogleraarsbenoeming in Rotterdam als secretaris van de Commissie-Cals-Donner vervangen door H. Gritter.
- 1968 - 1985 Hoogleraar aan de Faculteit der Sociale Wetenschappen aan de Nederlandse Economische Hogeschool Rotterdam.
- 1984 - 1992 Hoogleraar staats- en bestuursrecht aan de Faculteit der Rechtsgeleerdheid, thans Erasmus School of Law.

Als ambtenaar was hij betrokken bij de totstandkoming van de nieuwe grondwet van Nederland.
Als hoogleraar schrok hij niet terug voor het poneren van prikkelende stellingen en ging ook de discussie over gevoelige onderwerpen niet uit de weg. Hij zat daarmee geheel op de lijn van andere hoogleraren van de nieuwe universiteit, zoals Louk Hulsman, Jan van Dunné en Jack ter Heide. Hij maakte er in zijn colleges als hoogleraar staatsrecht bijvoorbeeld geen geheim van, dat hij nooit ging stemmen. Zo heeft hij in 1971 het politiek recht geïntroduceerd, als opvolger van het staatsrecht. Een aantal elementen waarvoor hij met zijn politiek recht aandacht vroeg, is inmiddels binnen andere sociaalwetenschappelijke, politicologische en bestuurstheoretische kaders terug te vinden.
In de Nederlandse staatsrechtelijk literatuur zijn enkele publicaties van Van Maarseveen klassiekers geworden: tientallen jaren na publicatie worden ze nog geregeld geciteerd. Daartoe behoren bijdragen als Ministeriële verantwoordelijkheid en De wetten schenden, gepubliceerd in het Nederlands Juristenblad (respectievelijk in 1965 en 1966), waarvan hij van 1976 tot 1991 redacteur was. Ook naar zijn oratie De heerschappij van de ministerraad en het preadvies Beginselen van administratief procesrecht dat hij samen met A.G. van Galen schreef, wordt nog steeds verwezen. Het boek Written constitutions: a computerized comparative study heeft internationale erkenning gekregen op het terrein van vergelijkend grondwetsonderzoek.
Het tekende hem dat hij het initiatief heeft genomen tot het organiseren van een internationaal symposium over ‘Anarchisme en Recht’ (gerealiseerd in januari 1979).
Hij nam een antimonarchistisch standpunt in, maar maakte daarbij duidelijk, dat de discussie hierover politiek zinloos is. Waarbij hij overigens aanvulde: ‘Politieke haalbaarheid is gelukkig niet de maatstaf aller dingen’.
Van Maarseveens publicaties fungeerden veelal als wrijfpaal voor anderen. Het huwelijk de rechtsorde uit is een van de vele beschouwingen die flinke deining in de juridische wereld - en vaak ook daarbuiten - teweeg hebben gebracht. Van Maarseveen was van mening  dat niemand er iets mee te maken heeft hoe mensen willen samenleven. Hij was een groot voorstander van emancipatie. Door zijn artikel Een arrest dat schoffeert werd de wet gewijzigd zodat sindsdien ook verkrachting binnen het huwelijk strafbaar werd.
Per 1 januari 1992 werd hij, geheel tegen zijn wil, wegens het bereiken van de pensioengerechtigde leeftijd als hoogleraar aan de EUR ontslagen. Hij heeft dat op grond van leeftijdsdiscriminatie tot aan de hoogste rechter bestreden (en verloren). In de bundel Expositie Van Maarseveen, hem aangeboden bij zijn afscheid als hoogleraar aan de EUR, is een bibliografie van zijn juridisch werk opgenomen.
Na zijn ontslag heeft hij radicaal met het staatsrecht gebroken en zijn werk als graficus weer opgepakt. Hij werd gekend als een buitengewoon aimabel mens met een groot gevoel voor humor.